# Крепость на Рейне
«Крепость на Рейне» (чеш. Pevnost na Rýně) — чехословацкий фильм 1962 года режиссёра Иво Томана.

## Сюжет
- Психологическая драма, разворачивающаяся в среде генералов союзников в плену у немцев.

Во время Второй мировой войны в старой крепости создан лагерь для военнопленных генералов, которым немцы предоставляют все удобства. Однако, в соседнем лагере военнопленных сотни простых солдат еле выживают страдая от голода и холода.
Узнав, что десять пленных солдат будут казнены немцами в качестве предупреждения, британский генерал Гордон предлагает протест — голодовку.
В ретроспективах показаны определённые поворотные моменты жизни генералов до их плена — французский генерала Гремийон пожертвовал своим сыном, не став выменивать его из плена, голландский адмирал Ван Хорна присоединился к Сопротивлению.
Британский генерал Гордон отказывается от инсулина — ему грозит смерть в течение пяти дней. Американский генерал Эттвуд убеждает всех, что нужно стоять на своём — это как игра в покер, нужно уметь блефовать. На четвёртый день фон Хоппе отступает, даёт честное слово, что солдаты казнены не будут, и генералы прекращают голодовку. Однако, вскоре немцы казнят солдат.
И пленные генералы, и фон Хоппе понимают, что произошло — реально готовы были идти до конца француз и голландец, а для большинства генералов, и особенно активистов «голодовки» англичанина и американца этот протест был лишь для видимости — чтобы у них были положительные показания пленных солдат после войны, что якобы судьбы простых солдат не были им безразличны. И фон Хоппе лишь подыграл англичанину и американцу.
Годы спустя Эттвуд приветствует в Нью-Йорке на саммите НАТО своего союзника — западно-германского генерала фон Хоппе.

## В ролях
- Вильгельм Кох-Хоге — немецкий генерал фон Хоппе
- Здзислав Мрожевский — британский генерал Гордон
- Богумил Шмида — американский генерал Эттвуд
- Норберт Кристиан — французский генерал Гремийон
- Карел Хёгер — голландский адмирал ван Хорн
- Радован Лукавский — голландский адмирал Нильсен
- Милош Недбал — французский генерал
- Юзеф Костецкий — доктор Лоренц, врач
- Индржих Нарента — адъютант фон Хоппе